# Miguel Relvas
Miguel Relvas, född 1961 i Lissabon, är en portugisisk politiker och samordningsminister sedan juni 2011.
Miguel Relvas är utbildad statsvetare från Universidade Lusófona och har varit ledamot av Assembleia da República för Partido Social Democrata.